# 트란실바니아알프스산맥
트란실바니아알프스산맥 또는 남카르파티아산맥(루마니아어: Carpații Meridionali)은 루마니아를 동서로 가로지르는 산맥이다. 산맥의 최고봉은 몰도베아누봉이며 높이는 2,544 m이다. 트란실바니아 지방과 왈라키아 지방의 경계를 형성하는 산맥이며 과거에는 헝가리 왕국과 오스만 제국, 루마니아 왕국 간의 국경을 형성하기도 했다.

## 같이 보기
- 철문 (다뉴브강)